# Felipe de Ribas

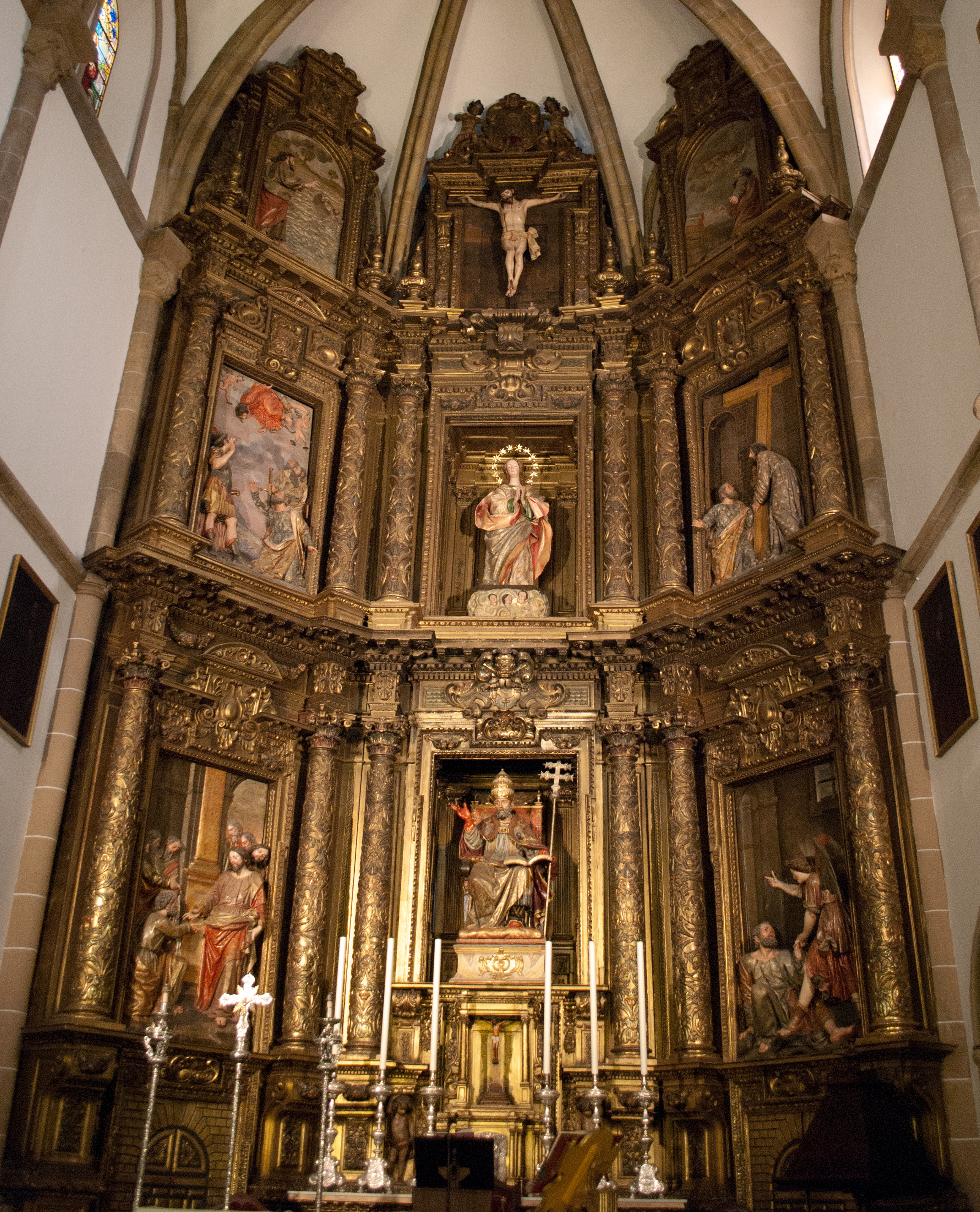
Retablo mayor de la iglesia de San Pedro, en Sevilla, realizado por Felipe de Ribas, entre 1641 y 1657, con la colaboración de su hermano Francisco Dionisio.

Felipe de Ribas (Córdoba, mayo de 1609-Sevilla, 1 de noviembre de 1648) fue un escultor y arquitecto de retablos español. En 1630 se trasladó a Sevilla junto con sus hermanos, Francisco Dionisio de Ribas (1616-1679) y Gaspar de Ribas (1611-1658), con los que realizó varios retablos para iglesias de la ciudad.

## Biografía
Su padre fue un pintor y mesonero llamado Andrés Fernández y su madre fue María Ortiz de Ribas. Felipe fue el tercero de nueve hijos. Entonces Andrés regentaba el mesón del Sol, propiedad del cabildo catedralicio. Felipe fue bautizado en la capilla del Sagrario de la catedral de Córdoba el 21 de mayo de 1609. Los dos primeros hijos del matrimonio, Juan y Andrés, decidieron dedicarse a la medicina y a la administración de bienes respectivamente. El tercer hijo, Felipe, fue el primero en dedicarse al arte, aprendiendo escultura de su padre, que había sido escultor en algunas ocasiones. No obstante, en 1621 el padre lo envió a Sevilla para que continuase su aprendizaje en el taller del escultor cordobés Juan de Mesa y Velasco. Tras la muerte de su padre, regresó a Córdoba en 1626, donde pasó a encargarse de los asuntos de su familia.
En Córdoba empezó a trabajar de escultor y ensamblador, aunque solamente recibió un encargo. Por ello, en 1630 se trasladó a Sevilla con su madre y sus hermanos pequeños. Su primera vivienda en esta ciudad fue una casa pequeña en la collación de San Vicente. Entonces Juan de Mesa ya había fallecido y los dos principales talleres de escultura de la ciudad eran los de Martínez Montañés y Alonso Cano. Felipe mantuvo relación con ambos. Felipe de Ribas prosperó económicamente y, en 1635, se mudó a una casa más grande en la collación de Santa Catalina. Aproximadamente en esta fecha, Gaspar de Ribas se casó y se marchó a vivir con su esposa a una casa en la collación de San Vicente. En torno a 1637 Felipe se casó con Rufina de Albornoz.
Felipe conoció a varios artistas del círculo de amistades de Alonso Cano, como Jacinto Pimentel, Pablo Legot y José de Arce. Cuando Alonso Cano se marchó a Madrid en 1638, Miguel Cano, padre de Alonso, solicitó la ayuda a Felipe para terminar varias obras que dejaba su hijo en la ciudad andaluza y que Miguel, ya anciano, no podía terminar. En la década de 1640 mantuvo más relación laboral con Martínez Montañéz, llegando a ser su avalista en asuntos administrativos con las Indias y, en 1645, recibiendo el traspaso del encargo del retablo mayor de la iglesia de San Lorenzo.
En 1641 alquiló otra casa más grande su misma calle, que era propiedad del monasterio de San Clemente, y se trasladó a la misma. En 1645 se mudó a otra casa en la collación de Santa Marina. Además de las viviendas citadas, que usaba como residencia particular y como taller, Felipe compró y alquiló otras casas en varios barrios de Sevilla para obtener ingresos. Llegó a tener un gran patrimonio y realizó préstamos a otros artistas menos prósperos y a sus hermanos. Sus hermanos también le prestaron dinero a Felipe en otras ocasiones.
Rufina de Albornoz colaboró laboralmente con su marido siendo parte en algunos contratos de su taller. No obstante, Rufina y Felipe no fueron tuvieron muchas desavenencias personales y un conflicto legal la dote. Tuvieron una hija llamada Ana, a la que Felipe nombró heredera universal. Felipe murió en 1648. Rufina vendió la casa-taller de Santa Marina a su cuñado, Francisco Dionisio, que se instaló allí con su familia. Rufina casó en segundas nupcias en 1649. Tuvo dos hijos con su segundo marido y falleció en 1677.

## Obra
Su obra tenía características propias del clasicismo, aunque fue evolucionando hacia el barroco en su madurez.
En Sevilla, el modelo de retablo tetrástilo fue configurado por Alonso Matías y Alonso Cano. La primera obra tetrástila de Felipe de Ribas fue el retablo de San Juan Bautista del convento de Santa Paula, en 1637. Aunque la columna salomónica ya se había usado en la región por primera vez el retablo de la Cartuja de Jerez de la Frontera diseñado por José de Arce en 1629 y ensamblado por Alejandro Saavedra, el primero en incorporar la columna salomónica al retablo barroco tetrástilo fue Felipe de Ribas con su retablo del convento de la Merced, contratado en 1646.
Son obras de este autor (solo, o en colaboración con otros) las siguientes, figurando para los retablos el año del encargo:
- 1627. Santa Bárbara. Montoro, provincia de Córdoba. Desaparecida.[14]
- 1636. Jesús Nazareno, portando la Cruz, para un monumento eucarístico. Iglesia de San Pedro. Sevilla.[15]
- 1636. Retablo mayor del convento de Santa María del Socorro. Sevilla. Con la colaboración de Gaspar de Ribas.[15] La única escultura del siglo XVII conservada es la de San Francisco. El retablo fue reformado en el siglo XIX.[16]
- 1636. Retablo mayor de la iglesia de San Ildefonso. Sevilla. Con la colaboración de Gaspar de Ribas. Las esculturas del siglo XVII conservadas son las de San Pedro, San Idefonso y San Pablo.[17]
- 1637. Retablo de San Juan Bautista. Convento de Santa Paula. Sevilla.[18]
- 1638. Retablo mayor para el convento de la Concepción de San Juan de la Palma.[19] Sevilla. En el siglo XIX se trasladó al convento que tenía esta orden en Arcos de la Frontera, provincia de Cádiz. En los años 30 del siglo XX se trasladó al convento de esta orden en Lebrija, provincia de Sevilla. En 1930 la Virgen de la Concepción del retablo fue trasladada a la iglesia de la Concepción del barrio de Nervión. La Virgen fue destruida cuando la iglesia fue arrasada en 1936 por grupos anticlericales. Desde 1939 este retablo preside el altar mayor de la Parroquia de Nuestra Señora del Carmen de Prado del Rey, Cádiz.
- 1638. Retablo de San José. Iglesia de la Encarnación. Constantina, provincia de Sevilla. Policromado por Francisco Terrón.[20] Destruido en 1936.[21]
- C. 1638-1640. Jesús Nazareno. Monasterio de la Concepción. Lebrija, provincia de Sevilla.
- 1639. Retablo mayor del monasterio de San Clemente. Sevilla. En colaboración con Gaspar de Ribas.[22] En el centro del primer cuerpo está San Clemente y, a ambos lados, San Benito de Nursia y San Bernardo de Claraval.[23] En el centro del segundo cuerpo está la Inmaculada y, a ambos lados, San Fernando y San Hermenegildo.[24] En el ático del retablo hay un Cristo Crucificado y, coronando el retablo, un relieve del Padre Eterno.[24]
- 1640. Retablo mayor de la iglesia de San Julián. Sevilla.[25] Felipe de Ribas tardó mucho en finalizarlo y, en 1647, participó en otro contrato para hacer un relieve de la Anunciación en el segundo cuerpo. En este retablo se encontraba la Virgen de la Hiniesta. El retablo también tenía un Cristo Crucificado. Desapareció en la destrucción de la iglesia realizada en 1932 por grupos anticlericales.[26]
- 1641. Jesús Nazareno de la Misericordia. Iglesia de San Vicente. Sevilla.[27]
- 1641. Retablo mayor de la iglesia de San Pedro. Sevilla. Fue contratado con Felipe de Ribas en 1641. En 1648 solo había terminado poco más del primer cuerpo. Tras la muerte de Felipe, Francisco Dionisio se hizo cargo del taller y continuó con esta obra. En 1656, se realizó otro contrato para finalizarlo con Francisco Dionisio y Gaspar de Ribas, que recibieron el anterior retablo y dinero como pago por sus servicios.[28] En el centro del retablo se encuentra la escultura de San Pedro, realizada en 1591 por Andrés de Ocampo.[29]
- 1642. Retablo de la capilla de los Portugueses de la Casa Grande de San Francisco. Sevilla.[30] Tras la muerte de Felipe de Ribas en 1648 este retablo fue finalizado por Francisco Dionisio. Tras la clausura de este convento durante invasión francesa, a comienzos del siglo XIX, el convento quedó abandonado y, posteriormente, fue derribado. La escultura central del retablo, de San Antonio de Padua, se trasladó a la iglesia de San Juan de la Palma, aunque desapareció en la destrucción de la iglesia realizada en 1932 por grupos anticlericales.[31]
- 1642. Retablo mayor del convento de San Antonio de Padua. Fue destruido durante la invasión francesa, a comienzos del siglo XIX.[32] Solo se conserva la escultura de San Antonio, que se encuentra colocada en el retablo actual, del siglo XVIII, y proveniente del oratorio de San Felipe Neri.[33]
- 1645. Esculturas del retablo mayor de la iglesia de San Lorenzo. Sevilla. El retablo fue contratado en 1632 con Martínez Montañés. Sus desavenencias con el mayordomo de fábricas, Juan Agustín de Tovar, hicieron que el encargo se retrasase y que en 1645 solo estaba terminada la arquitectura del retablo, faltando toda la parte escultórica. En 1645 Martínez Montañés le traspasó la parte escultórica a Felipe de Ribas, que la realizó con la ayuda de Francisco Dionisio y de otros miembros de su taller.[34] El retablo consta de varios relieves. El relieve del Santo repartiendo limosna parece ser de Felipe y el de San Lorenzo ante Sixto II parece ser de Francisco. Los relieves de El martirio de la parrilla y La flagelación del santo parecen de escasa calidad, lo que hace que, probablemente, sean obra de ayudantes del taller.[35] En el centro del primer cuerpo hay una escultura de San Lorenzo y, en el remate, hay un Crucificado. Destaca el uso de la columna salomónica.[34]
- 1646. Retablo mayor de la iglesia del convento de la Merced. Sevilla. Desaparecido. Se componía de un banco de jaspe negro donde estaba el sagrario. El banco tenía columnas y hornacinas con los cuatro evangelistas. Encima se alzaba un cuerpo con cuatro columnas salomónicas de orden gigante.[13] En los intercolumnios había cuatro esculturas, estructuradas en dos pisos.[13] Estas esculturas eran de San Pedro Nolasco,[13] San Raimundo de Peñafort, San Juan Bautista y San José.[36] En el centro había una hornacina con la Virgen de la Merced.[36] Encima de este cuerpo estaba el ático, semicircular y con conlumnas salomónicas. En el centro había un relieve con la Revelación de la Orden y, a ambos lados, había dos hornacinas con imágenes de santos. En el ático había, también, figuras de las Seis Virtudes.[36] El retablo también tenía esculturas de angelitos.[36]
- San Antonio y San Francisco para el convento de la Merced de la ciudad de Panamá.[37]
- Tres esculturas de la Inmaculada enviadas a América. Paradero desconocido.[37]
- Retablo mayor del convento de Santa Clara. Carmona, provincia de Sevilla. Se desconoce la fecha del encargo, pero Felipe ya trabajaba en él en 1645. La policromía fue encargada al dorador Francisco de Fonseca, que la terminó en 1653.[37] En el primer cuerpo están las esculturas de San Francisco,[38] San Buenaventura y el sagrario. En el centro del segundo cuerpo está Santa Clara, flanqueada por San Juan de Capistano y San Bernardino. En el centro de la parte superior hay un relieve de la Asunción y, a ambos lados, Santa Isabel de Hungría y Santa Isabel de Portugal.[39]
- Retablo mayor de la iglesia de Nuestra Señora de la Granada. Moguer, provincia de Huelva. Felipe trabajó en él a partir de 1646. En 1648 le traspasó el encargo a su hermano Francisco. Ya estaba acabado en 1649. Fue destruido en 1936 por grupos anticlericales.[35]
- Retablo de la iglesia de San Román. Sevilla. Encargo de Felipe traspasado a Francisco Dionisio en 1648.[36] Fue destruido en 1936 por grupos anticlericales.[40]
- Retablo de la iglesia del convento de las Vírgenes. Sevilla. Encargo de Felipe traspasado a Francisco Dionisio en 1648. Desaparecido.[40]

Felipe de Ribas realizó varios monumentos eucarísticos, la mayoría entre 1627 y 1638. Se desconoce qué aspecto tenían, pero este tipo de monumentos solía tener dos pisos y columnas clásicas. Realizó los monumentos eucarísticos de las parroquias de los pueblos onubenses de Manzanilla y Paterna del Campo y de las parroquias sevillanas de Omnium Sanctorum, San Pedro y San Vicente. También realizó monumentos eucarísticos para los conventos sevillanos de Santa Inés y de la Concepción de San Juan de la Palma.
Alonso Cano y su padre traspasaron a Felipe de Ribas tres encargos sin terminar: el Cristo Crucificado (1638) que corona el retablo de Santa María de la iglesia de Nuestra Señora de la Oliva de Lebrija, el retablo mayor de la iglesia parroquial de La Campana y el retablo mayor de la iglesia parroquial de La Puebla del Río. El retablo de La Campana fue traspasado a Felipe en 1642, pero Felipe no debió trabajar mucho en él y, en 1648, lo traspasó a su hermano Francisco Dionisio y este, a su vez, lo traspasó a otro escultor. El retablo de La Puebla del Río también fue traspasado a Francisco Dionisio y no se conserva.
Son atribuciones a Felipe de Ribas el San Juan Bautista del convento de Santa Ana de Sevilla, el San Antonio de Padua del convento de Santa Clara de Carmona, los angelotes de retablo del Crucificado del convento de Santa Ana de Sevilla y la Inmaculada Concepción de la iglesia parroquial de Guadalcázar.